# 湯姆·龐巴迪歷險記
《湯姆·龐巴迪歷險記》（英語：The Adventures of Tom Bombadil）全名《汤姆·邦巴迪尔历险记及其它来自红皮书的诗歌》（英語：The Adventures of Tom Bombadil and Other Verses from the Red Book），是J·R·R·托爾金所著并於1962年出版的奇幻小說诗集，这本书有16首诗，其中只有前两首以弗罗多·巴金斯在《魔戒现身》（《指环王》第一卷）中遇到的角色湯姆·龐巴迪(Tom Bombadil)为主角。其余的诗歌是各种各样的动物寓言诗和童话韵。其中三首也出现在《指环王》中。这本书是托尔金中土世界传说故事集小说的一部分。

## 內容
1. 湯姆·龐巴迪歷險記
2. 湯姆·龐巴迪泛舟记
3. 游侠
4. 蜜公主
5. 月中老人熬长夜
6. 月中老人摔落凡尘
7. 石头食人妖
8. 小伙子派瑞
9. 缪利普
10. 毛象
11. 法斯提托卡隆
12. 猫
13. 影子新娘
14. 宝藏
15. 海钟
16. 最后的船

## 出版
《湯姆·龐巴迪歷險記》這首詩歌的最初版本早在1934年就已完成。1961年10月初，托爾金的阿姨珍·尼夫問他：「能否出版一本以湯姆·龐巴迪為主角的小書？」。不久之後，托爾金便聯繫喬治艾倫與昂溫出版社的雷納·昂溫，洽商出版事宜，昂溫建議托爾金再收集一些作品以便一同出版，於是托爾金便收集了不少自己以往創作的詩歌交給出版社。1962年11月22日，《湯姆·龐巴迪歷險記》終於正式出版，書中所附的插圖由插畫家波琳·拜恩斯所繪。

## 外部連結
- The Adventures of Tom Bombadil （页面存档备份，存于），Tolkien Library